# Bradypodion
Bradypodion is een geslacht van hagedissen uit de familie kameleons (Chamaeleonidae).

## Naam en indeling
De wetenschappelijke naam van de groep werd voor het eerst voorgesteld door Leopold Fitzinger in 1843. Er zijn zeventien soorten, inclusief de pas in 2008 beschreven soorten Bradypodion caeruleogula en Bradypodion nkandlae.
De wetenschappelijke naam Bradypodion betekent vrij vertaald sloom (brady) voetig (podion). Veel soorten worden vanwege de geringe lichaamslengte ook wel dwergkameleons genoemd. Het zijn echter niet de kleinste kameleons, de kortstaartkameleons uit het geslacht Brookesia blijven nog kleiner.

## Verspreiding en habitat
Alle soorten leven in bossen in zuidoostelijk Afrika. Vrijwel alle soorten komen endemisch voor in delen van Zuid-Afrika, enkele soorten komen daarnaast ook voor in Mozambique en Namibië. De habitat bestaat uit tropische en subtropische bossen in zowel laaglanden als bergstreken. Daarnaast komen verschillende soorten voor in scrubland of in door de mens aangepaste gebieden.

## Beschermingsstatus
Door de internationale natuurbeschermingsorganisatie IUCN is aan alle soorten een beschermingsstatus toegewezen. Acht soorten worden als 'veilig' gezien (Least Concern of LC), zes als 'gevoelig' (Near Threatened of NT) en drie soorten worden beschouwd als 'bedreigd' (Endangered of EN).

## Soorten
Het geslacht omvat de volgende soorten die onderstaand zijn weergegeven, met de auteur en het verspreidingsgebied.
| Naam                                          | Auteur                         | Verspreidingsgebied              |
| --------------------------------------------- | ------------------------------ | -------------------------------- |
| Bradypodion atromontanum                      | Branch, Tolley & Tilbury, 2006 | Zuid-Afrika                      |
| Bradypodion caeruleogula                      | Raw & Brothers, 2008           | Zuid-Afrika                      |
| Bradypodion caffer                            | Boettger, 1889                 | Zuid-Afrika                      |
| Bradypodion damaranum                         | Boulenger, 1887                | Zuid-Afrika                      |
| Bradypodion dracomontanum                     | Raw, 1976                      | Zuid-Afrika                      |
| Bradypodion gutturale                         | Smith, 1849                    | Zuid-Afrika                      |
| Bradypodion kentanicum                        | Hewitt, 1935                   | Zuid-Afrika                      |
| Bradypodion melanocephalum                    | Gray, 1865                     | Mozambique, Zuid-Afrika          |
| Bradypodion nemorale                          | Raw, 1978                      | Zuid-Afrika                      |
| Bradypodion ngomeense                         | Tilbury & Tolley, 2009         | Zuid-Afrika                      |
| Bradypodion occidentale                       | Hewitt, 1935                   | Namibië, Zuid-Afrika             |
| Dwergkameleon (Bradypodion pumilum)           | Gmelin, 1789                   | Mozambique, Namibië, Zuid-Afrika |
| Bradypodion setaroi                           | Raw, 1976                      | Zuid-Afrika                      |
| Bradypodion taeniabronchum                    | Smith, 1831                    | Zuid-Afrika                      |
| Natal-dwergkameleon (Bradypodion thamnobates) | Raw, 1976                      | Zuid-Afrika                      |
| Bradypodion transvaalense                     | Fitzsimons, 1930               | Zuid-Afrika                      |
| Bradypodion ventrale                          | Gray, 1845                     | Zuid-Afrika                      |